# Подоплекин, Даниил Андреевич
Даниил Андреевич Подоплекин (24 декабря 1910, Чембарский уезд, Пензенская губерния — 14 апреля 1992, Архангельск) — советский хозяйственный и партийный деятель, один из организаторов партизанского движения на Севере в годы Великой Отечественной войны.

## Биография
Возглавлял колхоз «Красный Октябрь» Подосиновского района Северного края (1933—1934), затем — на партийной и хозяйственной работе, секретарь Черевковского райкома ВЛКСМ (1934—1937), заведующий коммунальным отделом Черевковского райисполкома Архангельской области (1938—1939).
В 1939 году призван в РККА. Служил в Ленинградском военном округе, Политрук роты. Участник Советско-финской войны. В 1940—1942 гг. — председатель Маймаксанского районного совета Осоавиахима Архангельской области.
В феврале 1942 года возглавил партизанский отряд «Полярник», позднее командовал соединением 3 партизанских отрядов — «Полярник», «Большевик» и «Сталинец». Участник боевых действий в тылу вражеских войск на Карельском фронте (до октября 1944 г.) Отряд под командованием Подоплекина провёл свыше 20 успешных боевых операций, уничтожил 15 воинских эшелонов, 13 паровозов, много участков железнодорожных путей, 9 железнодорожных и шоссейных мостов, 2 радиотелефонные станции, 10 автомашин связи, штабы, казармы, служебные и жилые постройки. Отряд почти полностью сохранил личный состав.
В 1944—1952 гг. — секретарь Онежского и Беломорского райкомов партии, в 1952—1962 гг. глава политотдела, парткома Архангельского тралового флота, в 1962—1966 гг. — Архангельского обкома профсоюза работников пищевой промышленности, председатель областного штаба Всесоюзного похода по местам революционной, боевой и трудовой славы.

Мемориальная доска в Архангельске

Похоронен на Маймаксанском кладбище Архангельска.

## Награды
Два ордена Красного Знамени (27.08.1942, 3.11.1942), орден Отечественной войны 2-й степени (1985), Трудового Красного Знамени (1963), медали, в том числе «Партизану Отечественной войны» II степени, «За боевые заслуги»	(1940), «За оборону Советского Заполярья».

## Память
В Архангельске на д. 96 по Набережной Северной Двины, в котором жил Д. А. Подоплекин, в 2005 году установлена мемориальная доска.